# Moularès (Tunisia)
Moularès, scritto anche Oum El Araies, (in arabo أم العرائس‎?) è una città  del sud-ovest della Tunisia.
Fa parte del governatorato di Gafsa e  della delegazione di Moularès. La città conta 24 487 abitanti.
La città dista una cinquantina di chilometri da Gafsa, in prossimità del confine tuniso-algerino, dal quale è separata dal massiccio del Djebel Mrata (948 metri).
L'economia della città è dominata dallo sfruttamento dei fosfati dall'inizio del XX secolo. Una linea ferroviaria venne costruita per il trasporto del minerale fino al porto di Sfax.